# Provincia di Oristano
La provincia di Oristano (provìntzia de Aristanis in LSC e in sardo logudorese, provìncia de Aristanis in sardo campidanese) è una provincia italiana della Sardegna di 147 428 abitanti. Istituita il 28 agosto 1974, si estende su una superficie di 2 990,45 km², con 87 comuni.
Affacciata a ovest sul mar di Sardegna, confina a nord con la città metropolitana di Sassari, a est con la provincia di Nuoro, a sud-est con la città metropolitana di Cagliari e a sud con la provincia del Medio Campidano.

## Geografia fisica

### Territorio
Il territorio della provincia si presenta molto variegato, passando dalle pianure del Campidano alle montagne del Montiferru. La porzione sud-occidentale del territorio è occupata da una parte della vasta pianura del Campidano, che attraversa parzialmente anche la provincia del Sud Sardegna e la città metropolitana di Cagliari. Nella porzione sud-orientale si trova invece il massiccio del monte Arci, con i suoi 812 metri. La parte nord-occidentale è invece occupata dal complesso vulcanico del Montiferru, la cui cima più elevata è rappresentata dal monte Urtigu, che con i suoi 1 050 metri è anche la vetta più alta della provincia. Nel settore nord-orientale si trova l'altopiano di Abbasanta, diretta continuazione dell'altopiano di Campeda.
Il paesaggio costiero si presenta piuttosto variegato. La zona settentrionale è costituita da alternanze di falesie e piccole insenature, impostate su vulcaniti e calcari. La zona meridionale è dominata da coste basse, con lunghe distese sabbiose. Al largo, di fronte alla costa di Cabras, si trova la pianeggiante isola di Mal di Ventre, disabitata, mentre poche miglia più a sud si trova lo scoglio del Catalano. La presenza degli stagni contribuisce alla biodiversità e questi ecosistemi costituiscono l'habitat di molte specie di uccelli, sia stanziali sia di passo, tra i quali vi sono il pollo sultano (Porphyrio porphyrio), il fenicottero rosa (Phoenicopterus roseus), il cavaliere d'Italia (Himantopus himantopus), il cormorano (Phalacrocorax carbo), l'airone cenerino (Ardea cinerea), il gabbiano reale (Larus michahellis) e molte altre specie.
Le pendici dei massicci montuosi del Montiferru, del monte Arci e delle montagne del Barigadu sono fittamente ricoperte dai boschi di lecci (Quercus ilex) e roverelle (Quercus pubescens). La macchia mediterranea che domina lungo le coste e negli altopiani dell'interno è formata da essenze quali l'olivastro (Olea europaea sylvestris), il lentisco (Pistacia lentiscus), il corbezzolo (Arbutus unedo), il mirto (Myrtus communis) e il cisto (Cistus salvifolius). La vegetazione riparia è invece formata da salici (Salix fragilis), pioppi (Populus alba) e tamerici (Tamarix gallica). Le sponde degli stagni sono invece il dominio della vegetazione alofila.

### Fiumi
Il territorio della provincia è attraversato da due importanti fiumi della Sardegna. Il fiume Tirso, che sfocia nel golfo di Oristano, con i suoi 152 chilometri è il più lungo della Sardegna. Lungo il suo corso sono state costruite alcune dighe, allo scopo di creare delle riserve idriche e per regolarne il flusso. Il suo percorso in provincia di Oristano copre una distanza di 77 km.
Il fiume Temo, unico fiume navigabile -anche se parzialmente- della Sardegna attraversa la cittadina di Bosa e sfocia nel mar di Sardegna a pochi chilometri dalla stessa. Lungo 55 km e suddiviso tra le provincie di Sassari e Oristano. In quest'ultima il suo percorso è di 27 km.

### Laghi
Il lago Omodeo si origina dallo sbarramento del fiume Tirso. La prima diga fu costruita nei primi decenni del Novecento e fu inaugurata nel 1924. Oltre a fornire acqua per le coltivazioni nella bonificata piana del Campidano, era dotata di una centrale idroelettrica. Per ospitare le famiglie e il personale al servizio della centrale venne edificato il villaggio di Santa Chiara, cui la diga era dedicata. L'invaso attuale è stato ottenuto dalla realizzazione di una nuova diga, la Eleonora d'Arborea, nel territorio del comune di Busachi. Le acque del nuovo invaso hanno parzialmente sommerso la vecchia diga, che è ancora parzialmente visibile dalle piazzole di sosta lungo la strada provinciale 74.
Nel territorio della provincia non sono presenti laghi naturali.

### Stagni
Nel tratto di costa compreso tra capo Mannu e Marceddì si sviluppano una serie di stagni costieri e saline, con una superficie totale di circa 6 000 ettari. Alcuni, come lo stagno di Cabras e quello di San Giovanni, nei pressi di Marceddì, sono utilizzati per l'allevamento ittico di specie quali il muggine (Mugil cephalus), dalle cui uova si ottiene la bottarga. Altri stagni importanti sono lo stagno di Is Benas e lo stagno di Santa Giusta. Lo stagno di Sale 'e Porcus, invece, è uno specchio d'acqua temporaneo che durante l'estate, per via della forte evaporazione dell'acqua, si prosciuga totalmente.

### Monti

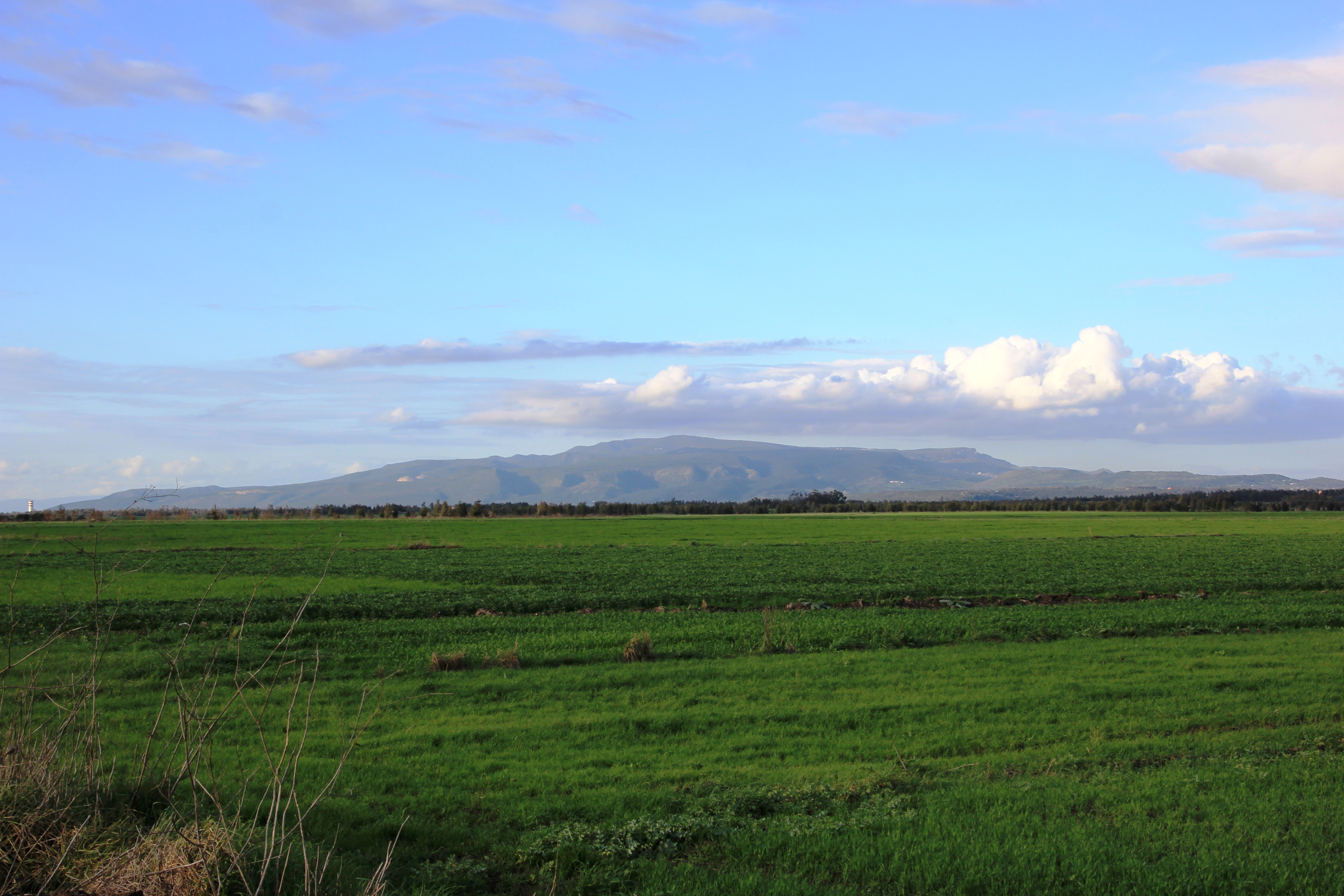
Il massiccio di monte Arci.

Monte Urtigu (Su Mullone) nel massiccio del Montiferru, con i suoi 1050 m s.l.m. è la cima più elevata della provincia, seguita dal monte Entu, con i suoi 1 024 metri. Il monte Santa Vittoria, presso il comune di Nughedu Santa Vittoria, nella parte nord-orientale della provincia, raggiunge gli 818 metri. Il massiccio del monte Arci raggiunge invece un'altezza massima di 812 metri, con la punta Sa Trebina Longa.

### Mare
Il mar di Sardegna lambisce interamente le coste della provincia di Oristano per una lunghezza totale di 135 km. Le coste basse della penisola del Sinis sono caratterizzate dalla presenza di spiagge di sabbia quarzifera. Dal capo Mannu si sviluppano le falesie calcaree che risalgono la costa verso nord, alternandosi a baie e spiagge.
A circa 7 km dalla penisola del Sinis si trova la piccola isola di Mal di Ventre. Occupa una superficie di 3,6 km² e presenta una morfologia pianeggiante. La vegetazione è formata da bassi cespugli della macchia mediterranea. Fa parte dell'area marina protetta Penisola del Sinis - Isola Mal di Ventre, così come il piccolo scoglio del Catalano.

### Clima
Il clima della provincia può essere classificato come clima mediterraneo, con inverni miti e in alcuni casi freddi molto umidi ed estati calde e secche, ma è un clima molto influenzato dalle correnti atlantiche che fanno cambiare radicalmente le temperature e con delle precipitazioni talvolta molto abbondanti. Le precipitazioni infatti si concentrano principalmente nei mesi autunnali e invernali e assumono carattere nevoso soprattutto nei mesi di dicembre, gennaio e febbraio nei rilievi delle montagne più elevate e in alcuni casi eccezionali quando la temperatura raggiunge lo zero termico anche a bassa quota per via delle correnti fredde che arrivano sulle coste e anche più all'interno. Le temperature invernali solitamente si aggirano da una minima di 0 °C a un massimo di 15 °C mentre quelle estive da un minimo di 20 a un massimo di 35 e in alcuni casi addirittura 40 °C.
Si riportano i dati climatici relativi alla Stazione meteorologica di Capo Frasca degli anni 1971-2000:
La stazione meteorologica di Capo Frasca è posta in vicinanza del mare, a bassa quota, ed è quindi soggetta, soprattutto d'inverno, a sbalzi di temperature che più all'interno, verso Oristano, risultano più fredde di almeno 5 °C.
| Capo Frasca (1971-2000)         | Mesi        | Mesi        | Mesi        | Mesi        | Mesi        | Mesi        | Mesi        | Mesi        | Mesi        | Mesi        | Mesi        | Mesi        | Stagioni | Stagioni | Stagioni | Stagioni | Anno  |
| Capo Frasca (1971-2000)         | Gen         | Feb         | Mar         | Apr         | Mag         | Giu         | Lug         | Ago         | Set         | Ott         | Nov         | Dic         | Inv      | Pri      | Est      | Aut      | Anno  |
| ------------------------------- | ----------- | ----------- | ----------- | ----------- | ----------- | ----------- | ----------- | ----------- | ----------- | ----------- | ----------- | ----------- | -------- | -------- | -------- | -------- | ----- |
| T. max. media (°C)              | 13,2        | 13,2        | 14,7        | 16,7        | 20,8        | 24,5        | 27,8        | 28,8        | 26,0        | 21,9        | 17,3        | 14,4        | 13,6     | 17,4     | 27,0     | 21,7     | 19,9  |
| T. media (°C)                   | 10,4        | 10,3        | 11,7        | 13,5        | 17,2        | 20,9        | 24,0        | 24,9        | 22,3        | 18,6        | 14,3        | 11,6        | 10,8     | 14,1     | 23,3     | 18,4     | 16,6  |
| T. min. media (°C)              | 7,6         | 7,5         | 8,6         | 10,3        | 13,7        | 17,3        | 20,1        | 21,1        | 18,7        | 15,3        | 11,3        | 8,8         | 8,0      | 10,9     | 19,5     | 15,1     | 13,4  |
| T. max. assoluta (°C)           | 19,6 (1979) | 20,2 (1977) | 25,4 (1981) | 29,2 (1992) | 33,4 (1999) | 36,0 (1994) | 41,4 (1993) | 41,6 (1999) | 37,0 (1993) | 36,0 (1981) | 27,8 (1985) | 21,2 (1989) | 21,2     | 33,4     | 41,6     | 37,0     | 41,6  |
| T. min. assoluta (°C)           | −4,8 (1981) | −1,2 (1984) | 0,4 (1971)  | 3,6 (1979)  | 6,6 (1987)  | 10,6 (1991) | 12,6 (1981) | 14,4 (1981) | 9,2 (1977)  | 6,0 (1974)  | 2,0 (1972)  | −1,8 (1980) | −4,8     | 0,4      | 10,6     | 2,0      | −4,8  |
| Giorni di calura (Tmax ≥ 30 °C) | 0           | 0           | 0           | 0           | 0           | 2,9         | 6,8         | 8,3         | 2,9         | 0,0         | 0,0         | 0,0         | 0,0      | 0,0      | 18,0     | 2,9      | 20,9  |
| Giorni di gelo (Tmin ≤ 0 °C)    | 6,3         | 8,3         | 0,0         | 0,0         | 0,0         | 0,0         | 0,0         | 0,0         | 0,0         | 0,0         | 2,5         | 5,4         | 20,0     | 0,0      | 0,0      | 2,5      | 22,5  |
| Nuvolosità (okta al giorno)     | 16,4        | 14,0        | 14,7        | 11,9        | 16,2        | 18,7        | 22,7        | 22,1        | 18,3        | 16,0        | 15,0        | 16,6        | 15,7     | 14,3     | 21,2     | 16,4     | 16,9  |
| Precipitazioni (mm)             | 50,0        | 60,5        | 44,4        | 51,4        | 32,8        | 16,7        | 4,4         | 7,3         | 34,2        | 69,7        | 92,5        | 65,0        | 175,5    | 128,6    | 28,4     | 196,4    | 528,9 |
| Giorni di pioggia               | 10,9        | 15,1        | 7,2         | 8,1         | 5,5         | 2,0         | 0,6         | 1,3         | 3,5         | 7,6         | 9,7         | 10,8        | 36,8     | 20,8     | 3,9      | 20,8     | 82,3  |
| Giorni di nebbia                | 0,6         | 0,8         | 1,3         | 0,9         | 1,3         | 0,4         | 0,6         | 0,6         | 0,4         | 0,7         | 0,5         | 1,2         | 2,6      | 3,5      | 1,6      | 1,6      | 9,3   |
| Umidità relativa media (%)      | 84,5        | 83,0        | 82,0        | 81,5        | 79,5        | 78,0        | 77,5        | 77,5        | 78,0        | 81,0        | 82,5        | 84,0        | 83,8     | 81,0     | 77,7     | 80,5     | 80,8  |
| Vento (direzione-m/s)           | NNW 9,67    | NNW 9,67    | NNW 9,67    | NNW 9,67    | NNW 9,67    | NNW 9,67    | NNW 9,67    | NNW 9,67    | NNW 9,67    | NNW 9,67    | NNW 9,67    | NNW 9,67    | 9,7      | 9,7      | 9,7      | 9,7      | 9,7   |

## Storia
La presenza umana nel territorio della provincia di Oristano può essere datata intorno al Neolitico, con il ritrovamento di materiale litico proveniente da vari siti archeologici del territorio. Il Monte Arci in particolare era il sito dal quale si ricavava l'ossidiana, utilizzata per la realizzazione di punte di lance, utensili vari e monili. Il periodo nuragico vide, come in tutta la Sardegna, lo sviluppo delle architetture tipiche di quella civiltà. I siti nuragici più importanti e meglio conservati sono quelli di Santa Cristina di Paulilatino e nuraghe Losa ad Abbasanta. Il territorio della provincia è comunque molto ricco delle vestigia dell'antica civiltà e ogni comune può vantare il proprio sito archeologico, nuraghe, tomba di giganti o domus de janas.

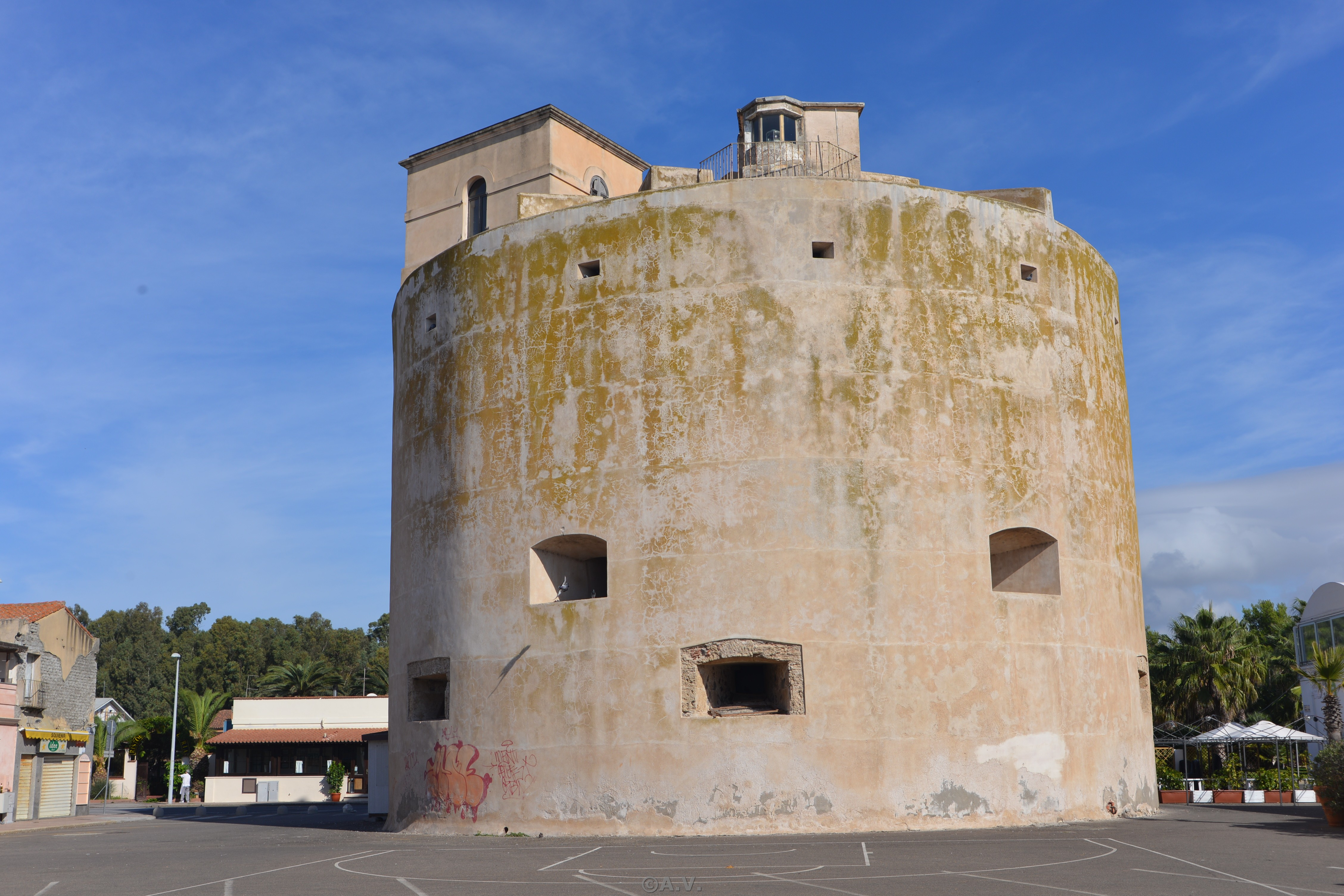
La torre di Marina di Torre Grande, del XVI secolo, fa parte del sistema di torri di avvistamento costiere della costa occidentale sarda.

Lungo la costa si svilupparono gli insediamenti di Tharros e Cornus. Il primo, di origine fenicia, venne rimodellato in seguito alla conquista della Sardegna da parte dell'Impero romano, divenendo una fiorente città dotata di un importante porto e un centro dei traffici commerciali dell'Impero. Il sito di Cornus, di origine cartaginese, rappresentò il centro della resistenza all'invasione romana per poi soccombere. In seguito alla conquista si sviluppò, poco distante dall'abitato antico, l'insediamento paleocristiano di Columbaris, nel quale si trovano tre basiliche e numerosi sarcofagi in pietra.
Con la caduta dell'Impero romano la Sardegna divenne, dopo un breve periodo sotto il dominio dei Vandali, una provincia dell'Impero Bizantino fino a circa il 700 d.C. Il progressivo distacco dell'isola dall'orbita di Bisanzio portò alla formazione dei regni autonomi, i Giudicati. Il territorio della provincia di Oristano faceva parte del Giudicato di Arborea. La capitale del regno era inizialmente Tharros, ma fu trasferita a Oristano intorno al 1070 perché, trovandosi nell'interno, era più facilmente difendibile dagli attacchi provenienti dal mare. Del periodo giudicale il regnante più conosciuto è Eleonora d'Arborea, che dotò il regno di un codice di leggi, la Carta de Logu, che venne applicato fino all'avvento dello Statuto Albertino. Il Giudicato di Arborea finì giuridicamente nel 1420, con la vendita del restanti territori sardi alla Corona d'Aragona.
Dopo il 1720 il Regno di Sardegna verrà ceduto definitivamente ai Savoia e, nel 1848, con l'istituzione della Divisione di Cagliari, verrà creata la Provincia di Oristano, che avrà una superficie di 2535 km². Nel 1974, dopo un periodo in cui il territorio faceva parte della provincia di Cagliari, venne istituita la provincia di Oristano che, nel 2001, in seguito a una legge regionale, venne ampliata del territorio di dieci comuni, assumendo le attuali dimensioni territoriali e di popolazione.
In seguito ai referendum del 2012 e al progetto di abolizione o riforma delle province in Sardegna, approvato dal Consiglio Regionale il 24 maggio 2012, secondo gli attuali intendimenti della Regione la Provincia di Oristano dovrebbe dar vita a un nuovo ente amministrativo o essere abolita il 1º marzo 2013, scadenza poi prorogata al 1º luglio 2013. In tale data tuttavia la provincia non è stata commissariata come capitato a 5 delle 8 province sarde, e prosegue così la sua regolare attività istituzionale.

### Archeologia
Nel territorio della provincia sono presenti diversi siti archeologici.
- Nuraghe Losa - Situato nel comune di Abbasanta, è uno dei più grandi nuraghi della Sardegna. Risale al periodo del Bronzo medio.
- Santuario nuragico di Santa Cristina - Situato nei pressi del Nuraghe Losa, in territorio del comune di Paulilatino, è noto per la presenza di un pozzo sacro in ottimo stato di conservazione.
- Giganti di Monti Prama - I frammenti di sculture antropomorfe ritrovati in territorio di Cabras nel 1974.
- Tharros - Sono le rovine di una città di origine fenicia, situata nei pressi della località di San Giovanni di Sinis, nella penisola del Sinis (comune di Cabras).
- Terme di Fordongianus - Si tratta di un complesso termale romano, risalente al I secolo d.C.
- Cornus città punico-romana e insediamento paleocristiano nei pressi di Cuglieri.

### Simboli

Gonfalone della provincia

Alla provincia di Oristano sono stati concessi uno stemma e un gonfalone con decreto del presidente della Repubblica del 10 settembre 1982.
Il gonfalone è un drappo di bianco.

## Natura
La provincia di Oristano comprende numerose aree protette.
- Il parco naturale regionale del Monte Arci[19] comprende un'area di circa 13500 ha, suddivisi tra i comuni di Ales, Marrubiu, Masullas, Morgongiori, Palmas Arborea, Pau, Santa Giusta, Siris, Usellus, Villaurbana e Villa Verde. La foresta di leccio (Quercus ilex) e la macchia mediterranea sono popolate da cinghiali (Sus scrofa), volpi (Vulpes vulpes), gatti selvatici (Felis silvestris), martore (Martes foina) e donnole (Mustela nivalis). Tra gli uccelli si trovano il colombaccio (Columba palumbus), le ghiandaie (Garrulus glandarius), l'upupa (Upupa epops), la cornacchia grigia (Corvus cornix), il falco pellegrino (Falco peregrinus), lo sparviero (Accipiter nisus), l'astore (Accipiter gentilis), il gheppio (Falco tinnunculus), il falco grillaio (Falco naumanni). L'area del monte Arci è inserita nel perimetro del parco geominerario storico ed ambientale della Sardegna.
- L'istituzione dell'area marina protetta Penisola del Sinis - Isola Mal di Ventre[20] ha contribuito a tutelare e preservare i valori naturalistico-ambientali di una buona parte della costa della provincia. Si estende per una superficie di 24.800 ettari ed è suddivisa in tre zone, a seconda del livello di tutela e di utilizzo consentito. Nell'area terrestre della penisola del Sinis vegeta una rara specie botanica, la Polygala sinisica, inclusa nella IUCN Red List tra le 50 specie botaniche più minacciate dell'area mediterranea.
- S'Archittu[21] (Cuglieri), un piccolo arco alto circa 15 metri creato dall'erosione marina delle pareti calcaree di quella che, un tempo, era una grotta. È stato istituito a monumento naturale con decreto n. 703 del 29 aprile 1993 dell'Assessorato alla difesa dell'ambiente della Regione Sardegna.

## Economia

### Agricoltura e allevamento
In seguito alle bonifiche degli acquitrini che si trovavano in prossimità della costa, eseguite nei primi decenni del Novecento, si è sviluppata un'agricoltura specializzata. Ad Arborea e Terralba estese superfici sono dedicate alle colture orticole. Spiccano anche le produzioni di pomodoro e carciofo, nonché le risaie. Anche le produzioni orticole in serra rappresentano un importante anello dell'economia della provincia. Si coltivano anche alberi da frutta, molto importanti sono gli agrumi, con Milis al primo posto per produzione, seguito da Solarussa, Zerfaliu e Simaxis; l'olivo che vede in Seneghe e Cuglieri i centri di maggiore coltivazione, Va inoltre ricordata la produzione viticola, con il vitigno tipico della provincia di Oristano, la vernaccia, mentre nella Planargia il vitigno tipico è la malvasia.
Per quanto riguarda l'allevamento la zona di Arborea è nota per quello vaccino, con la presenza di un impianto di raccolta e confezionamento del latte prodotto, proveniente dalle aziende agricole della zona. Anche l'allevamento ovino rappresenta un settore importante per l'economia della provincia, con circa 372 000 capi ovini e la presenza di impianti di trasformazione del latte in formaggi. Particolare importanza riveste anche l'allevamento del cavallo e, nel Montiferru, quello del bue rosso di razza Sardo-Modicana.

### Infrastrutture e trasporti
Il territorio della provincia è attraversato da un tratto della Strada Statale 131, che collega Cagliari con Porto Torres. Altro importante tronco stradale è rappresentato dalla Strada Statale 131 d.c.n. che incomincia dall'innesto con la 131 presso Abbasanta, attraversando trasversalmente la parte nord dalle provincia, in direzione Nuoro-Olbia. Altre importanti strade statali sono la Strada Statale 292, che collega Oristano con Alghero, incrociandosi a Suni con la Strada Statale 129 bis che porta a Bosa, e la Strada Statale 388, che collega Oristano con Sorgono. Numerose altre strade secondarie sono gestite dalla Provincia e collegano tra loro tutti i comuni.
La rete ferroviaria è rappresentata dalla ferrovia, gestita da RFI, che collega Cagliari con Porto Torres e con la Stazione di Golfo Aranci Marittima. Il tratto in provincia di Oristano attraversa le stazioni di Uras-Mogoro, Marrubiu, Oristano, Simaxis, Solarussa, Bauladu-Milis, Paulilatino e, per ultima nel territorio provinciale, la stazione di Abbasanta. Un tratto di ferrovia a scartamento ridotto, gestito dalle Ferrovie della Sardegna, è aperto al solo traffico turistico ed è percorso occasionalmente dal caratteristico Trenino Verde, che collega Macomer con Bosa Marina.
Le infrastrutture portuali di tipo turistico sono quelle di Bosa e Marina di Torregrande. Il porto di Bosa Marina conta 140 posti barca, mentre il porto canale e la Nuova darsena fluviale assommano, rispettivamente, 260 e 220 ormeggi per imbarcazioni da diporto. Svariate centinaia di ulteriori posti barca, poi, sono presenti lungo le banchine fluviali della città del Temo.
Il porto di Torregrande, invece, può garantire 405 posti barca. Entrambi i porti sono dotati dei servizi di energia elettrica, acqua, meteo, e raccolta dei rifiuti oltre alla gru, il carburante e l'assistenza meccanica, elettrica, elettronica e cantieristica. A Oristano è presente il porto industriale, servito da un raccordo ferroviario che lo collega con la ferrovia Cagliari-Golfo Aranci Marittima.
È presente anche un piccolo aeroporto, l'aeroporto di Oristano-Fenosu.

### Turismo

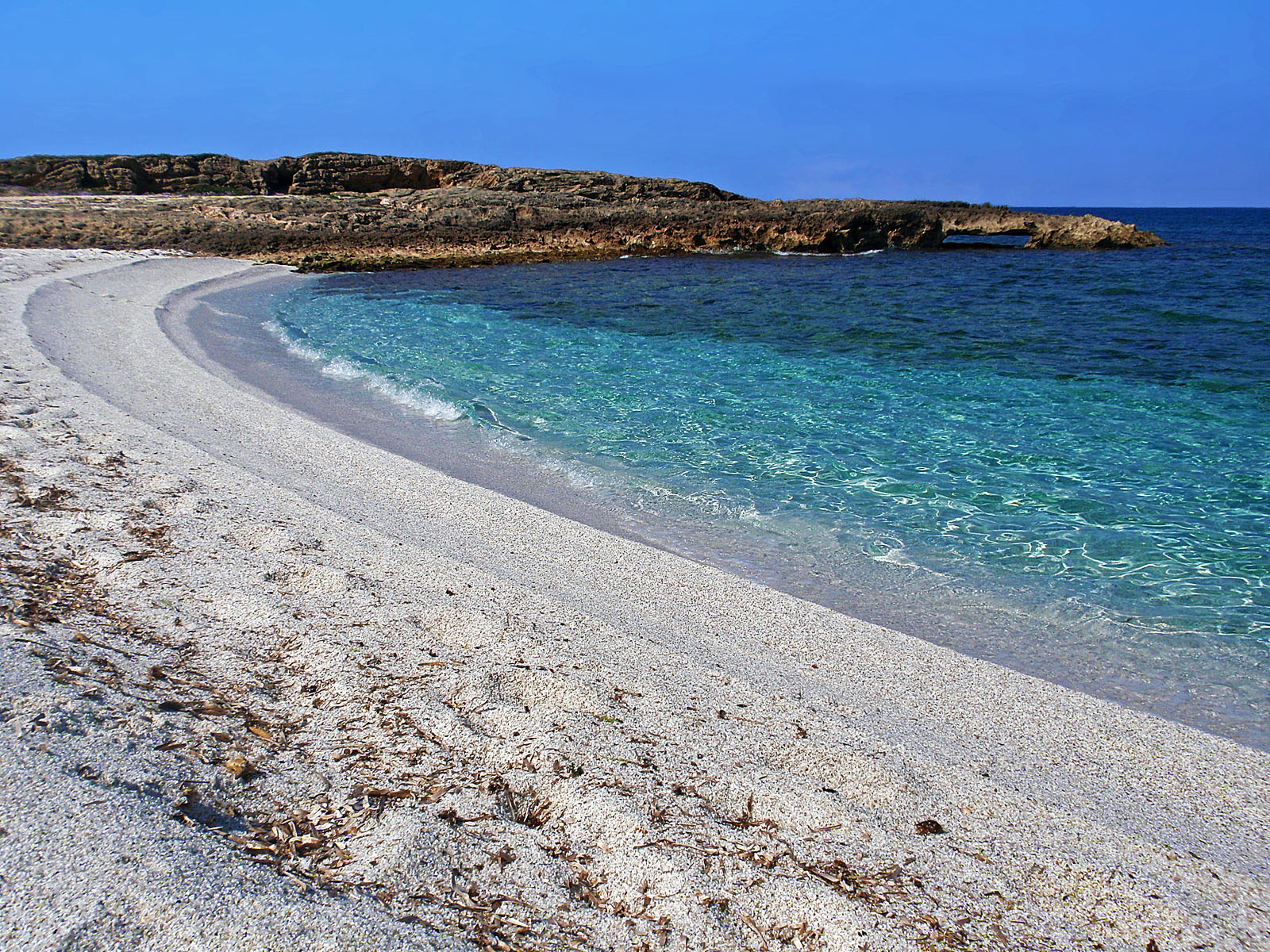
Spiaggia di Is Aruttas

Il turismo nella provincia ha carattere prevalentemente estivo. Lungo la costa si trovano numerose località turistiche, tra le quali Torregrande, Putzu Idu, Torre del Pozzo, S'Archittu, Santa Caterina di Pittinuri, Porto Alabe e Bosa Marina. Numerose spiagge si alternano alle falesie rocciose. Le più note sono quelle di Torregrande, San Giovanni di Sinis, Maimoni, Is Arutas, Mari Ermi, Putzu Idu, S'Archittu, Santa Caterina di Pittinuri, Is Arenas, Bosa Marina e Torre Argentina. Le zone costiere offrono anche la possibilità di visitare i numerosi stagni, presso i quali sono presenti delle strutture per il birdwatching.
Nelle zone interne si possono effettuare escursioni in montagna nel Montiferru, o semplici passeggiate nel bosco nella località di San Leonardo de Siete Fuentes, frazione di Santu Lussurgiu, presso la quale si trovano le sorgenti e l'antica chiesa di San Leonardo. Fra Bonarcado e Santu Lussurgiu si possono vedere le cascate, con un salto di trenta metri, del rio Sos Molinos, così denominato per via dei mulini che un tempo utilizzavano la forza delle acque per movimentare le macine. Presso il lago Omodeo e, a Bosa, presso il fiume Temo è possibile praticare il canottaggio.
Sono presenti strutture alberghiere presso tutte le località turistiche e nei paesi dell'interno è possibile soggiornare in bed&breakfast o piccoli hotel.

## Cultura
Alcune importanti manifestazioni culturali che hanno luogo nei paesi della provincia sono legate alla vita religiosa delle comunità. Nel periodo del carnevale si svolgono Sa Sartiglia, a Oristano, e Sa Carrela 'e Nanti, a Santu Lussurgiu. Sa Sartiglia è una giostra equestre di origine medievale che consiste nel lanciare il cavallo al galoppo lungo il tracciato nel tentativo di infilzare una stella metallica, forata al centro e sospesa sul tracciato tramite una corda, con l'aiuto di una spada o un'asta di legno lavorato definita su stoccu. La manifestazione si svolge l'ultima domenica e il martedì di carnevale.
Anche Sa Carrela 'e Nanti si svolge nel periodo del carnevale. Si tratta, in questo caso, di una corsa equestre a pariglia lungo una stretta via in terra battuta nel centro storico di Santu Lussurgiu. Il percorso è particolarmente rischioso, per via della presenza di curve e strettoie. Bosa è invece nota per la caratteristica sfilata di carnevale con maschere tipiche della tradizione locale.
Altro importante manifestazione equestre è l'Ardia di Sedilo, che si tiene in onore di San Costantino Imperatore. La festa si celebra nel mese di luglio e culmina con la corsa a cavallo che parte dalla collina di Su Frontigheddu e, passando attraverso l'arco che delimita la corte del santuario, di dirige verso la chiesa. Dopo aver percorso una serie di giri intorno alla chiesa i cavalieri si lanciano verso un recinto circolare, sa muredda, compiendovi intorno un'altra serie di giri per risalire, infine, sempre al galoppo, verso la chiesa. Importante è anche la rassegna dei vini novelli della Sardegna che si svolge a Milis a novembre.

### Musei
Nel territorio della provincia sono presenti numerosi musei archeologici, etnografici e della tradizione contadina.
- Museo del giocattolo tradizionale della Sardegna, ad Ales
- Museo diocesano di arte sacra, ad Ales
- Collezione museale archeologica, ad Arborea
- Museo S'omo 'e sa Majarza, a Bidonì
- Museo della fiaba sarda, a Boroneddu
- Collezione Permanente "Pinacoteca Antonio Atza", a Bosa
- Collezione etnografica Stara, a Bosa
- Museo Casa Deriu, a Bosa
- Museo delle conce, a Bosa
- Museo del costume e della tradizione del lino, a Busachi
- Civico Museo Archeologico "Giovanni Marongiu", a Cabras
- Museo dell'olio "Giorgio Zampa", a Cuglieri
- Casa Gramsci, a Ghilarza
- Museo delle incursioni barbaresche in Sardegna "Turcus e Morus", a Gonnostramatza
- Civico Museo Archeologico delle Statue Menhir, a Laconi
- Parco Aymerich, a Laconi
- Geomuseo Monte Arci"Stefano Incani", a Masullas
- Museo "I cavalieri delle colline" a Masullas
- Museo del gioiello e del costume sardo, a Milis
- Centro di documentazione ambientale del Monte Arci, a Morgongiori
- Museo vivente dell'arte tessile, a Morgongiori
- Museo faunistico dell'Oasi di Assai, a Neoneli
- Museo naturalistico dell'Oasi di Assai, a Nughedu Santa Vittoria[27]
- Museo di Etnografia "Peppetto Pau", a Nurachi
- Antiquarium Arborense, ad Oristano
- Museo dell'Ossidiana, a Pau
- Museo Archeologico-Etnografico "Palazzo Atzori", a Paulilatino
- Museo Unico Regionale dell'Arte Tessile Sarda, a Samugheo
- Museo della tecnologia contadina, a Santulussurgiu
- Museo naturalistico Parco degli Uccelli, a Scano di Montiferro
- Museo Casa della Tecnologia Contadina "Tiu Virgiliu", a Suni
- Collezione di strumenti musicali "Don Giovanni Dore", a Tadasuni
- Museo del gioiello e del costume sardo, a Milis[28]

### Luoghi di culto
- Duomo di Oristano.
- Concattedrale dell'Immacolata Concezione, a Bosa. È la concattedrale della diocesi di Alghero-Bosa e il duomo della stessa cittadina.
- Basilica di Santa Giusta, a Santa Giusta.
- Basilica di Santa Maria della Neve, a Cuglieri. Si trova nel colle Bàrdosu, cima più alta della piccola cittadina, l'attuale struttura interna della chiesa risale al XVIII secolo, l'esterno risale invece al 1912. Qui viene conservata la statua della Madonna della Neve, risalente al XIV secolo, ritrovata da dei pescatori cuglieritani nella baia di Santa Caterina di Pittinnuri. Festa il 5 agosto.
- Basilica di Nostra Signora del Rimedio, a Oristano. Festa l'8 settembre.
- Chiesa romanica di San Pietro (XI secolo) a Bosa, prima sede della Diocesi di Bosa.
- Chiesa romanica di San Paolo (XII secolo) a Milis.
- Chiesa di San Leonardo, a Santu Lussurgiu. Edificata nel XII secolo la chiesa di San Leonardo, in stile romanico-pisano, in origine apparteneva al monastero e all'ospedale dei monaci Gerosolimitani. In seguito, nel XIII secolo, fu ampliata e modificata. Dell'impianto originale si sono conservati la parte inferiore del prospetto, la parte sinistra del muro esterno e l'abside quadrata. Il monumento è realizzato in trachite rossa. La facciata è decorata con archetti pensili, è divisa in due parti e ha due portali impreziositi con sculture. Sulla parte destra è posto un campanile a vela decorato con sculture. Sulla facciata sinistra si può vedere una bella finestra. L'interno è a navata unica con copertura a capriate; le decorazioni, gli archi interni e l'abside sono in forme gotiche. La pavimentazione, più bassa rispetto al livello del piazzale antistante, è in pietra trachitica; l'altare maggiore è costituito da una lastra monolitica. Un altare laterale con nicchia contiene la statua lignea di San Leonardo.
- Santuario di Santu Antinu, a Sedilo. Si tratta di un santuario campestre dedicato a San Costantino Imperatore, teatro ogni anno della tradizionale Ardia.
- Complesso di Santa Maria di Bonarcado. Si trova all'interno del paese di Bonarcado. Consiste nel santuario di Bonacattu (VIII e IX secolo), sorto sui resti di un edificio termale romano (II secolo d.C.), nella chiesa romanica di Santa Maria (XII secolo) e nei ruderi del monastero. Festa il 19 settembre.

## Comuni
Appartengono alla provincia di Oristano i seguenti 87 comuni:
- Abbasanta
- Aidomaggiore
- Albagiara
- Ales
- Allai
- Arborea
- Ardauli
- Assolo
- Asuni
- Baradili
- Baratili San Pietro
- Baressa
- Bauladu
- Bidonì
- Bonarcado
- Boroneddu
- Bosa
- Busachi
- Cabras
- Cuglieri
- Curcuris
- Flussio
- Fordongianus
- Ghilarza
- Gonnoscodina
- Gonnosnò
- Gonnostramatza
- Laconi
- Magomadas
- Marrubiu
- Masullas
- Milis
- Modolo
- Mogorella
- Mogoro
- Montresta
- Morgongiori
- Narbolia
- Neoneli
- Norbello
- Nughedu Santa Vittoria
- Nurachi
- Nureci
- Ollastra
- Oristano
- Palmas Arborea
- Pau
- Paulilatino
- Pompu
- Riola Sardo
- Ruinas
- Sagama
- Samugheo
- San Nicolò d'Arcidano
- San Vero Milis
- Santa Giusta
- Santu Lussurgiu
- Scano di Montiferro
- Sedilo
- Seneghe
- Senis
- Sennariolo
- Siamaggiore
- Siamanna
- Siapiccia
- Simala
- Simaxis
- Sini
- Siris
- Soddì
- Solarussa
- Sorradile
- Suni
- Tadasuni
- Terralba
- Tinnura
- Tramatza
- Tresnuraghes
- Ula Tirso
- Uras
- Usellus
- Villa Sant'Antonio
- Villa Verde
- Villanova Truschedu
- Villaurbana
- Zeddiani
- Zerfaliu

### Comuni principali
| Pos. | Stemma | Comune       | Abitanti | Superficie (km²) | Altitudine (m s.l.m.) |
| ---- | ------ | ------------ | -------- | ---------------- | --------------------- |
| 1    |        | Oristano     | 30 045   | 84,57            | 5                     |
| 2    |        | Terralba     | 9 661    | 49,80            | 9                     |
| 3    |        | Cabras       | 8 814    | 102,26           | 6                     |
| 4    |        | Bosa         | 7 351    | 128,02           | 2                     |
| 5    |        | Santa Giusta | 4 597    | 69,22            | 10                    |
| 6    |        | Marrubiu     | 4 507    | 61,24            | 7                     |
| 7    |        | Ghilarza     | 4 074    | 55,46            | 290                   |
| 8    |        | Mogoro       | 3 834    | 48,99            | 136                   |
| 9    |        | Arborea      | 3 715    | 94,96            | 7                     |
| 10   |        | Samugheo     | 2 679    | 81,28            | 370                   |

Nello schema riportato sopra, sono citati solo i comuni con più di 2 500 abitanti i cui dati demografici risultano aggiornati al 2024.

### Modifiche territoriali
Per effetto della Legge Regionale n. 9 del 2001 e successive integrazioni, è stata effettuata una nuova ripartizione del territorio della Regione Autonoma della Sardegna, che ha portato il numero delle province da quattro a otto. Le modifiche hanno assunto piena operatività a partire dal maggio 2005, quando si sono svolte le elezioni per rinnovare tutti i Consigli provinciali.
La Provincia di Oristano ha acquisito 10 comuni dalla Provincia di Nuoro e, complessivamente, una popolazione di 15 000 abitanti e una superficie di 410 km². I comuni che hanno aderito alla provincia di Oristano sono: Bosa, Flussio, Genoni, Laconi, Magomadas, Modolo, Montresta, Sagama, Suni e Tinnura.
In seguito alla Legge Regionale n. 2 del 2016, che prevede l'abolizione delle 4 nuove province per effetto del referendum regionale del 2011, la provincia di Oristano ha ceduto alla nuova Provincia del Sud Sardegna il comune di Genoni.

## Amministrazione

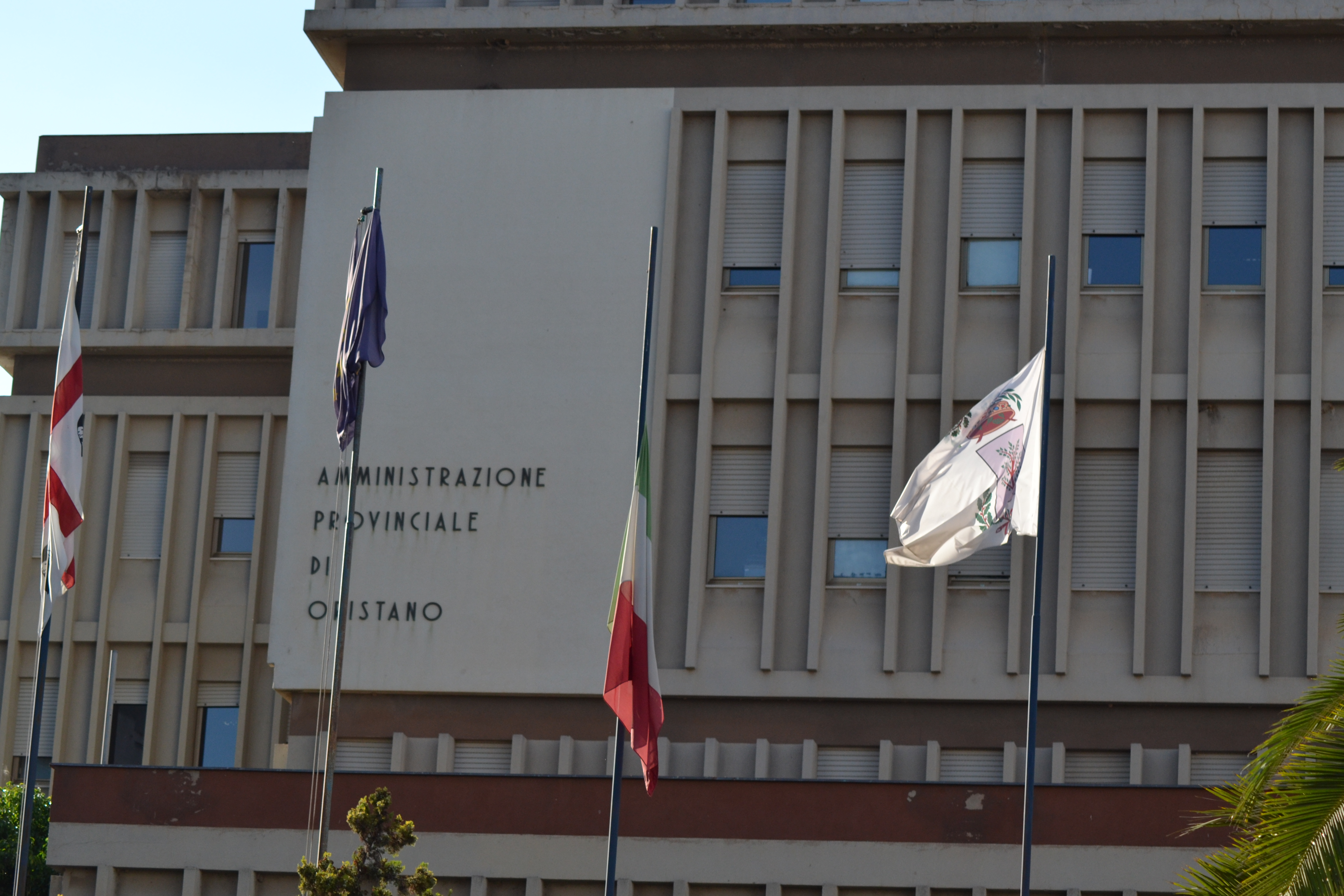
Sede dell'amministrazione provinciale

## Galleria d'immagini

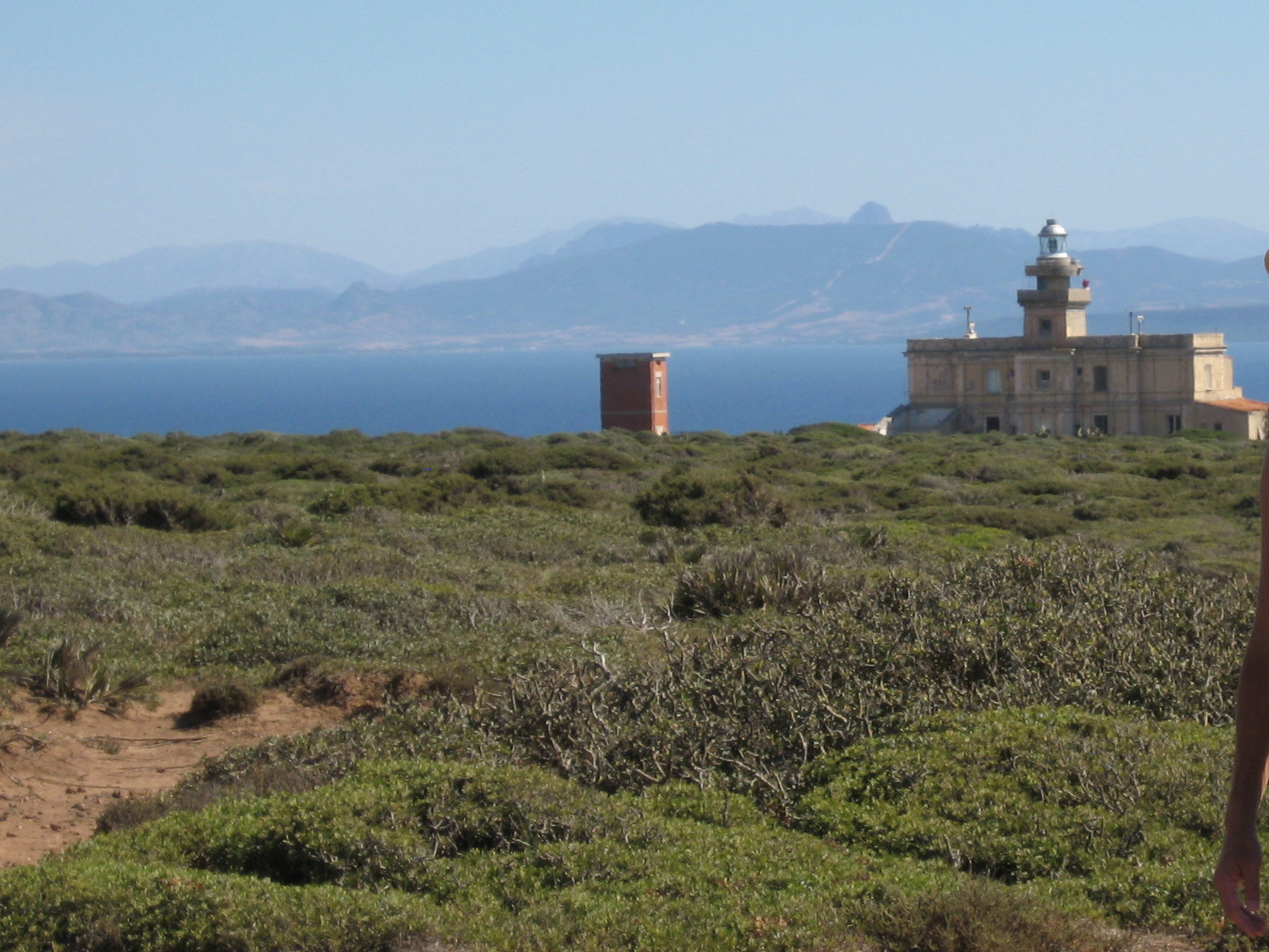
Il faro di Capo San Marco - Penisola del Sinis.
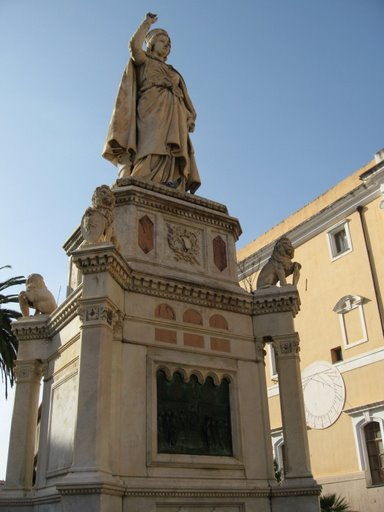
La statua di Eleonora d'Arborea - Oristano.
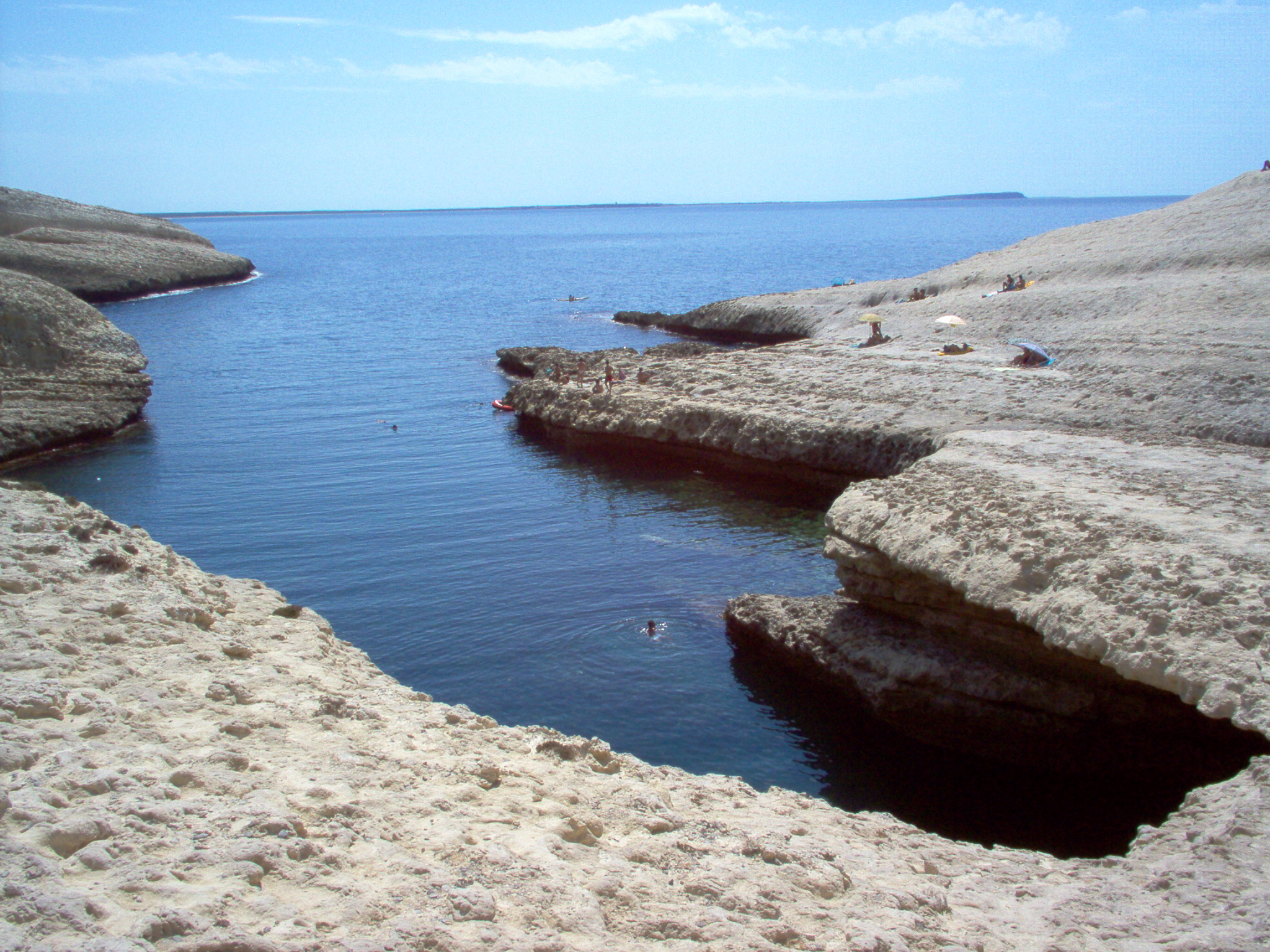
Santa Caterina di Pittinuri (Su Riu) - Cuglieri.
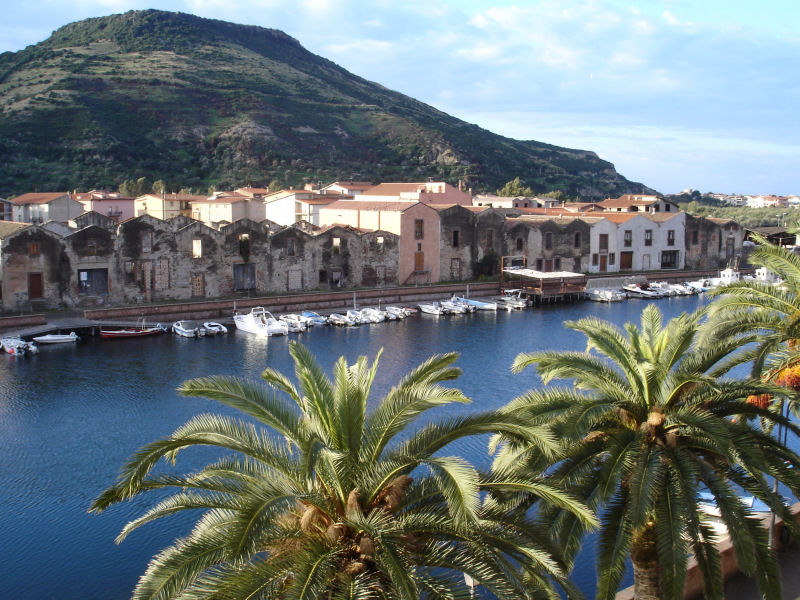
Bosa - Le vecchie conce.